# Каземиро
Карлос Енрике Казимиро, познатији као Каземиро (порт. Carlos Henrique Casimiro; Сао Жозе дос Кампос, 23. фебруар 1992) бразилски је фудбалер који игра на позицији задњег везног. Тренутно наступа за Манчестер jунајтед и бразилску репрезентацију.
Каријеру је почео у родном Сао Паулу одакле је крајем јануара 2013. године прешао у Реал Мадрид. Једну сезону је провео на позајмици у португалском Порту. Као члан Краљевског клуба, освојио је четири титуле у Лиги шампиона, две титуле у Ла лиги, један Куп краља и три трофеја намењена клупском прваку света.
За национални тим је дебитовао 2011. године. Био је део селекције Бразила на трима Америчка купа као и на Светском првенству 2018. године.

## Статистике

### У клубу
Ажурирано 14. априла 2021.
| Клуб                      | Сезона    | Лига                  | Лига    | Лига   | Државна лига | Државна лига | Национални куп | Национални куп | Континентално такмичење | Континентално такмичење | Остало  | Остало | Укупно  | Укупно |
| Клуб                      | Сезона    | Дивизија              | Наступи | Голови | Наступи      | Голови       | Наступи        | Голови         | Наступи                 | Голови                  | Наступи | Голови | Наступи | Голови |
| ------------------------- | --------- | --------------------- | ------- | ------ | ------------ | ------------ | -------------- | -------------- | ----------------------- | ----------------------- | ------- | ------ | ------- | ------ |
| Сао Пауло                 | 2010.     | Серија А              | 18      | 2      | 0            | 0            | 0              | 0              | 0                       | 0                       | —       | —      | 18      | 2      |
| Сао Пауло                 | 2011.     | Серија А              | 21      | 4      | 12           | 1            | 5              | 1              | 2                       | 0                       | —       | —      | 40      | 6      |
| Сао Пауло                 | 2012.     | Серија А              | 22      | 0      | 18           | 2            | 9              | 1              | 1                       | 0                       | —       | —      | 50      | 3      |
| Сао Пауло                 | 2013.     | Серија А              | 0       | 0      | 1            | 0            | 0              | 0              | 2                       | 0                       | —       | —      | 3       | 0      |
| Сао Пауло                 | Укупно    | Укупно                | 61      | 6      | 31           | 3            | 14             | 2              | 5                       | 0                       | 0       | 0      | 111     | 11     |
| Реал Мадрид Б (позајмица) | 2012/13.  | Сегунда               | 15      | 1      | —            | —            | —              | —              | —                       | —                       | —       | —      | 15      | 1      |
| Реал Мадрид (позајмица)   | 2012/13.  | Ла лига               | 1       | 0      | —            | —            | 0              | 0              | 0                       | 0                       | 0       | 0      | 1       | 0      |
| Реал Мадрид               | 2013/14.  | Ла лига               | 12      | 0      | —            | —            | 7              | 0              | 6                       | 0                       | 0       | 0      | 25      | 0      |
| Порто (позајмица)         | 2014/15.  | Прва лига Португалије | 28      | 3      | —            | —            | 2              | 0              | 10                      | 1                       | 2       | 0      | 42      | 4      |
| Реал Мадрид               | 2015/16.  | Ла лига               | 23      | 1      | —            | —            | 1              | 0              | 11                      | 0                       | —       | —      | 35      | 1      |
| Реал Мадрид               | 2016/17.  | Ла лига               | 25      | 4      | —            | —            | 5              | 0              | 9                       | 2                       | 3       | 0      | 42      | 6      |
| Реал Мадрид               | 2017/18.  | Ла лига               | 30      | 5      | —            | —            | 1              | 0              | 12                      | 1                       | 5       | 1      | 48      | 7      |
| Реал Мадрид               | 2018/19.  | Ла лига               | 29      | 3      | —            | —            | 5              | 0              | 6                       | 1                       | 3       | 0      | 43      | 4      |
| Реал Мадрид               | 2019/20.  | Ла лига               | 35      | 4      | —            | —            | 1              | 0              | 8                       | 1                       | 2       | 0      | 46      | 5      |
| Реал Мадрид               | 2020/21.  | Ла лига               | 28      | 5      | —            | —            | 1              | 0              | 8                       | 1                       | 1       | 0      | 37      | 6      |
| Реал Мадрид               | Укупно    | Укупно                | 182     | 22     | 0            | 0            | 21             | 0              | 60                      | 6                       | 14      | 1      | 277     | 29     |
| Свеукупно                 | Свеукупно | Свеукупно             | 286     | 32     | 31           | 3            | 37             | 2              | 75                      | 7                       | 16      | 4      | 445     | 45     |

1. 1 2  Наступ(и) у Купу Јужне Америке.
2. ↑  Наступ(и) у Копа либертадоресу.
3. 1 2 3 4 5 6 7 8  Наступ(и) у Лиги шампиона
4. ↑  Наступ(и) у Лига купу Португалије.
5. ↑  Један наступ у УЕФА суперкупу, два наступа на Светском клупском првенству.
6. ↑  Један наступ и један гол у УЕФА суперкупу, два наступа у Суперкупу Шпаније, два наступа на Светском клупском првенству.
7. ↑  Један наступ и један гол у УЕФА суперкупу, два наступа на Светском клупском првенству.
8. 1 2  Наступ(и) у Суперкупу Шпаније.

### У репрезентацији
Ажурирано 13. октобра 2020.
| Бразил | Бразил  | Бразил | Бразил |
| Година | Наступи | Голови |        |
| ------ | ------- | ------ | ------ |
| 2011.  | 1       | 0      |        |
| 2012.  | 4       | 0      |        |
| 2013.  | 0       | 0      |        |
| 2014.  | 2       | 0      |        |
| 2015.  | 2       | 0      |        |
| 2016.  | 4       | 0      |        |
| 2017.  | 7       | 0      |        |
| 2018.  | 12      | 0      |        |
| 2019.  | 14      | 3      |        |
| 2020.  | 2       | 0      |        |
| Укупно | 48      | 3      |        |

### Голови за репрезентацију
Голови Бразила су наведени на првом месту. Колона „гол” означава резултат на утакмици након Каземировог гола.
| Бр. | Датум              | Стадион                                         | Противник | Гол   | Резултат | Такмичење            |
| --- | ------------------ | ----------------------------------------------- | --------- | ----- | -------- | -------------------- |
| 1.  | 22. јун 2019.      | Арена Коринтијанс, Сао Пауло, Бразил            | Перу      | 1 : 0 | 5 : 0    | Копа Америка 2019.   |
| 2.  | 6. септембар 2019. | Стадион хард рок, Мајами Гарденс (Флорида), САД | Колумбија | 1 : 0 | 2 : 2    | Пријатељска утакмица |
| 3.  | 13. октобар 2019.  | Национални стадион, Каланг, Сингапур            | Нигерија  | 1 : 1 | 1 : 1    | Пријатељска утакмица |

## Трофеји

### Сао Пауло
- Куп Јужне Америке (1) : 2012.

### Реал Мадрид
- Првенство Шпаније (3) : 2016/17, 2019/20, 2021/22.
- Куп Шпаније (1) : 2013/14.
- Суперкуп Шпаније (3) : 2017, 2019/20, 2021/22.
- Лига шампиона (5) : 2013/14, 2015/16, 2016/17, 2017/18, 2021/22.
- Суперкуп Европе (3) : 2016, 2017, 2022.
- Светско клупско првенство (3) : 2016, 2017, 2018.

### Манчестер јунајтед
- Лига куп Енглеске (1) : 2022/23
- Фа куп  (1) :2023/2024

### Бразил
- Копа Америка (1) : 2019.